# Rajd Alpejski 1960
Rajd Alpejski 1960 (21. Critérium International de la Montagne - Coupe des Alpes) – 21 edycja rajdu samochodowego Rajd Alpejski rozgrywanego we Francji od 26 do 30 czerwca 1960 roku. Była to siódma runda Rajdowych Mistrzostw Europy w roku 1960.

## Wyniki końcowe rajdu
| Miejsce                      | Kierowca                     | Pilot                        | Samochód                     | Punkty                       | Strata                       |                              |
| Klasyfikacja generalna i ERC | Klasyfikacja generalna i ERC | Klasyfikacja generalna i ERC | Klasyfikacja generalna i ERC | Klasyfikacja generalna i ERC | Klasyfikacja generalna i ERC | Klasyfikacja generalna i ERC |
| ---------------------------- | ---------------------------- | ---------------------------- | ---------------------------- | ---------------------------- | ---------------------------- | ---------------------------- |
| 1.                           | Roger de Lageneste           | Henri Greder                 | Alfa Romeo Giulietta SZ      |                              | –                            |                              |
| 2.                           | Pat Moss-Carlsson            | Ann Wisdom-Riley             | Austin-Healey 3000           |                              |                              |                              |
| 3.                           | José Behra                   | René Richard                 | Jaguar Mk2 3.8               |                              |                              |                              |
| 4.                           | Eugen Böhringer              | Hermann Socher               | Mercedes-Benz 220 SE         |                              |                              |                              |
| 5.                           | George Parkes                | Geoffrey Howarth             | Jaguar Mk2 3.8               |                              |                              |                              |
| 6.                           | René Trautmann               | Jean-Claude Ogier            | Citroën ID 19                |                              |                              |                              |
| 7.                           | Henri Oreiller               | Fernand Masoero              | Alfa Romeo Giulietta SZ      |                              |                              |                              |
| 8.                           | John Gott                    | Bill Shepherd                | Austin-Healey 3000           |                              |                              |                              |
| 9.                           | Peter Harper                 | Peter Procter                | Sunbeam Rapier               |                              |                              |                              |
| 10.                          | Paddy Hopkirk                | Jack Scott                   | Sunbeam Rapier               |                              |                              |                              |